# Saint Mary's County
St. Mary's County is een county in de Amerikaanse staat Maryland.
De county heeft een landoppervlakte van 936 km² en telt 86.211 inwoners (volkstelling 2000). De hoofdplaats is Leonardtown.

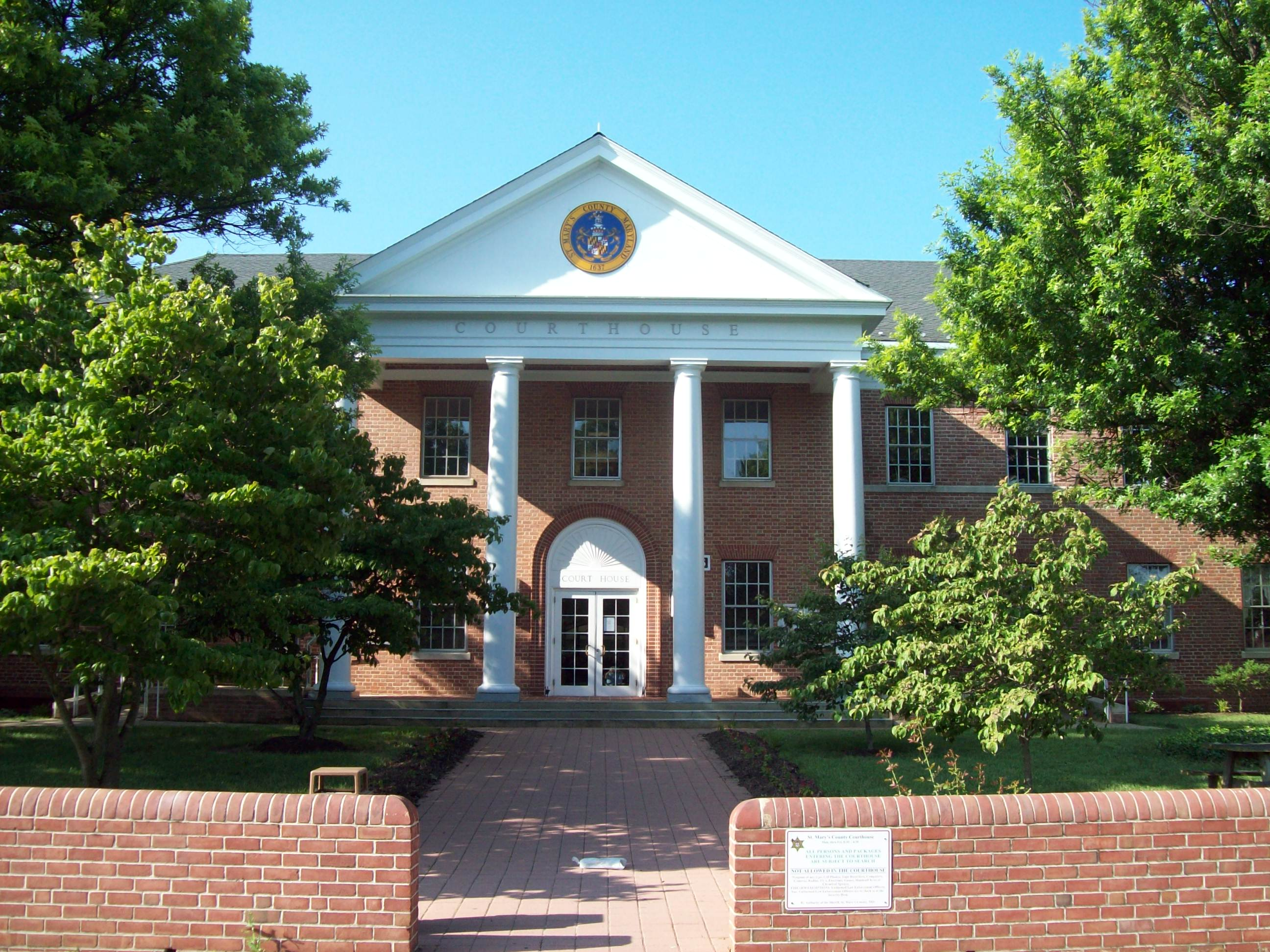
St Mary's County Courthouse